# Elena Penga
Elena Penga (in greco Έλενα Πέγκα?, AFI: [ˈɛlenɐ ˈpɛ(ŋ)ɡɐ]; Salonicco, 1966) è una drammaturga, poetessa, regista teatrale e scrittrice greca.

## Biografia
La scrittrice ha frequentato il college e la scuola di specializzazione negli Stati Uniti, conseguendo una laurea in filosofia e teatro alla Wesleyan University e un master in sceneggiatura presso la University of Southern California . È tornata in Grecia all'inizio degli anni '90.
Ha messo in scena i suoi primi spettacoli nella scena off-off di Broadway di New York prima di tornare in Grecia negli anni novanta. Le sue opere sono state prodotte al Teatro Nazionale della Grecia, al Teatro Nazionale della Grecia del Nord, al Festival di Atene e a Delfi tra molti altri teatri. Il suo lavoro è stato ampiamente tradotto ed eseguito negli Stati Uniti, in Europa e nel Medio Oriente. Il suo libro Tight Belts and Other Skin (Agra, 2012) ha ricevuto il Premio Ourani dell'Accademia di lettere greca ed è stato tradotto in svedese e inglese. È coautrice della sceneggiatura dell'adattamento cinematografico del 2001 de L'unico viaggio della sua vita, sullo scrittore di racconti greco Giorgios Vizyenos, che ha vinto il premio per il miglior film ai Greek State Film Awards .

## Stile e temi
Il lavoro di Penga è stato descritto come oscuro e poetico da Cosmopoliti . Penga scrive degli aspetti quotidiani della politica ed esplora il modo in cui gli individui sentono le ripercussioni della violenza su larga scala. La sua scrittura drammatica indaga le questioni dell'esistenza umana ed esplora le dimensioni metafisiche e filosofiche che si presentano nelle vite noiose, a volte banali, delle persone comuni. La sua scrittura riflette le influenze greche contemporanee.
David Wallace del The New Yorker, nella sua recensione dell'antologia Austerity Measures- The New Greek Poetry, scrive:

## Opere

### Teatro
- Πορνοστάρ - Η αόρατη βιομηχανία του σεξ, ( Pornstar: The Invisible Sex Industry Archiviato il 6 luglio 2019 in Internet Archive. ) 2018. Prodotto dal Festival di Atene ed Epidauro nel 2018.[3]
- Γυναίκα και Λύκος[9] - Woman and Wolf Archiviato il 6 marzo 2019 in Internet Archive., 2014. Presentato al Teatro Comunale di Peireus Archiviato il 6 marzo 2019 in Internet Archive. .
- Narciso, 2011
- Phaedra o Alcestis- Love Stories, 2007. Presentato al Centro Culturale Europeo di Delfi Archiviato il 6 marzo 2019 in Internet Archive. .
- Chi sono i nostri nuovi amici ?, 2006. Prodotto a New Friends dal National Theatre of Northern Greece .
- Nelly's porta il suo cane a fare una passeggiata, 2003
- Quando ballano i Go-Go Dancers, 2002
- 3-0-1 TRASPORTI, 2000
- Emperor's New Clothes, basato sulla favola di Andersen, 1999
- Waltz Excitation, 1998
- Kaethe Kollwitz presenta una breve storia dell'arte moderna, 1995
- La moglie di Gorky, 1995
- Un re ascolta, tratto da un racconto di Italo Calvino, 1994
- The Greek Alien & Poisons of the Sea, 1993
- 6 Jealous Numbers, basato su Otello di Shakespeare, 1992
- Don Surrealism, atto unico, 1991

### Narrativa e poesia
- ΑΘΗΝΑ-ΔΕΛΧΙ-ΑΘΗΝΑ (Atene-Delhi-Atene), romanzo (Agra, 2019)[10]
- ΣΦΙΧΤΕΣ ΖΩΝΕΣ ΚΑΙ ΑΛΛΑ ΔΕΡΜΑΤΑ ( Tight Belts and Other Skins ), novella (Agra, 2011)[11][12] (Premio letterario 2012 della Fondazione Kostas ed Eleni Ouranis)
- ΣΚΟΥΩΣ - ΣΤΙΓΜΕΣ ΑΝΤΡΙΚΕΣ ΚΑΙ ΓΥΝΑΙΚΕΙΕΣ ( Squash - Moments Male and Female ), novella (1997)[13]
- ΑΥΤΗ ΘΕΡΙΝΗ ( She Summer Like ), novella (Agra, 1986)

La poesia di Penga è stata antologizzata, tra gli altri, in Austerity Measures, tradotto in inglese da Karen Van Dyck. Austerity Measures include anche una breve prosa dalla sua raccolta Tight Belts and Other Skin, pubblicata da Penguin, 2016, e pubblicata anche da New York Review of Books, 2017 È inclusa anche nell'antologia inglese The Penguin Book of The Prose Poem: From Baudelaire to Anne Carson, Penguin UK, 2018
Il suo racconto, "The Untrodden" ( "Το Αβατον" ), Dalkey Archive Press (2016), tradotto in inglese da Karen Van Dyck, ha vinto il premio per la migliore narrativa europea (2017)